# Andy Biersack
Andrew Dennis Biersack (* 26. prosince 1990 Cincinnati) je americký zpěvák, skladatel písní a pianista. Je zakladatelem a hlavním zpěvákem americké glammetalové skupiny Black Veil Brides. Byl jednou z nejoblíbenějších tváří na internetových stránkách Myspace.com. Jeho manželka je o čtyři roky starší zpěvačka Juliet Simms. Andy je znám tím, že maluje a píše poezii, jeho největší vášní je rozhodně komiksový superhrdina Batman. V květnu roku 2014 zahájil svůj sólový hudební projekt pod přezdívkou Andy Black.

## Raný život a vzdělání
Narodil se v Cincinnati v Ohiu. Základní vzdělání Biersack získal na Katolické základní škole (Catholic elementary school), jak zmínil v mnoha rozhovorech. Kvůli tomu, jak se Andy oblékal, a kvůli hudbě kterou poslouchal, byl terčem šikany ve škole. Tato šikana je vyobrazena v klipu Knives and pens. Biersack chodil do Cincinnatské Školy pro tvůrčí a herecké umění (School for Creative and Performing Arts), obor drama a vokální hudba. Školu nedokončil, protože šest dní poté, co oslavil osmnácté narozeniny, se přestěhoval do Los Angeles, aby mohl zahájit svou potenciální kariéru.

## Hudební kariéra

### Black Veil Brides
Když mu bylo šestnáct let, Andy a pár jeho kamarádů založili jejich první skupinu nazvanou "Biersack" (i když měli pouze jeden koncert). Tento projekt nakonec vyrostl do toho, co je dnes známé jako Black Veil Brides. V září 2009 Black Veil Brides podepsali smlouvu s StandBy Records. Psaní nových písní a příprava turné začalo okamžitě. V prosinci 2009 kapela uskutečnila své první turné po USA s názvem "On Leather Wings". Debutové album skupiny "We Stitch These Wounds" bylo vydáno 20. července 2010 a hned první týden po uvedení na trh se prodalo přes 10 000 kopií. 14. června vydala skupina své druhé album "Set The World On Fire" přes Lava Music / Universal Republic Records. Třetí album má název "Wretched and Divine: The Story of the Wild Ones" a bylo vydáno 8. ledna 2013. Čtvrté album se jmenuje "IV" a bylo vydáno roku 2017. Páté album vyšlo 12. ledna 2018 pod názvem "Vale".

### Andy Black
V květnu 2014 Andy prozradil časopisu Kerrang!, že začal pracovat na novém projektu mimo Black Veil Brides, který se bude jmenovat Andy Black. Vysvětluje, že zvolil cestu sólového umělce, kvůli tomu, že hudba, které by se chtěl věnovat, se radikálně liší v porovnání se skupinou. Andyho inspirací k projektu byla jeho láska k osmdesátým létům a goth hudbě, a proto bude spolupracovat s bývalým producentem Black Veil Brides Johnem Feldmannem. Album s názvem The Shadow Side vyšlo 6. května 2016.

## Herecká kariéra
Poté, co opustil školu a přestěhoval se do Los Angeles, se pokoušel prosadit také v herectví. Zahrál si malou roli v AT&T "Confetti" stejně tak v Montana Meth "Jumped". Andy byl také hostující hvězdou v Funny or Die internetovém seriálu Average Joe. Hrál také v díle Legion of the black, což je doprovodný film k jejich poslednímu albu.
Získal hlavní roli ve snímku American Satan (2017) a v jeho pokračování v podobě seriálu Paradise City (2020).

## Osobní život

### Náboženský pohled
V rozhovoru pro Loudwire Biersack řekl: „Nejsem věřící člověk, ale vyrostl jsem ve věřící rodině. Byl jsem na pohřbu mého dědečka, člověka, kterého jsem měl moc rád, všichni mluvili o tom, jak šel do nebe a jaké je to v nebi. Vždy jsem s tím bojoval, rád bych věřil, že můj dědeček hraje v oblacích na Xboxu 360 nebo dělá další skvělé věci, co v nebi mají, ale nemůžu.“

### Styl života
Řekl: „Nikdy jsem neočekával, že bych se měl dožít čtyřiceti let. Vykouřím dvě krabičky denně a piju jako velbloud. Nikdy jsem doopravdy nepřemýšlel o smrti. Vím, že jednoho dne umřu, ale pokud budu moct dosáhnout svých cílů a žít do té doby přesně tak, jak chci, nebudu mít žádné výčitky, až umřu. Nesnažím se sám sebe zranit jako Iggi nebo Marilyn Manson nebo tak, je to jen vedlejší produkt chaosu bytí na jevišti.“
Jak sám konstatoval, v letech 2009 až 2014 (mezi jeho 19 a 24 lety) snad neexistoval koncert, na kterém by nebyl opilý. Kvůli alkoholu se mu přihodilo i několik zranění (zlomený nos, žebra atd.).
Nyní už tento postoj není aktuální, Andy přestal kouřit a od svých čtyřiadvaceti leti nepije. Je vegan.

### Změny uměleckého jména
Biersackovo umělecké jméno bylo nejprve Andy Sixx až do roku 2011, kdy se rozhodl upřednostňovat jeho rodné jméno Andy Biersack, i když stále ještě přijímá „Sixx“ jako přezdívku. Používá také pseudonym Andy Black ve svém sólovém projektu.